# Ormosia semicastrata
Ormosia semicastrata är en ärtväxtart som beskrevs av Henry Fletcher Hance. Ormosia semicastrata ingår i släktet Ormosia och familjen ärtväxter. Inga underarter finns listade i Catalogue of Life.